# 비디 아쾀

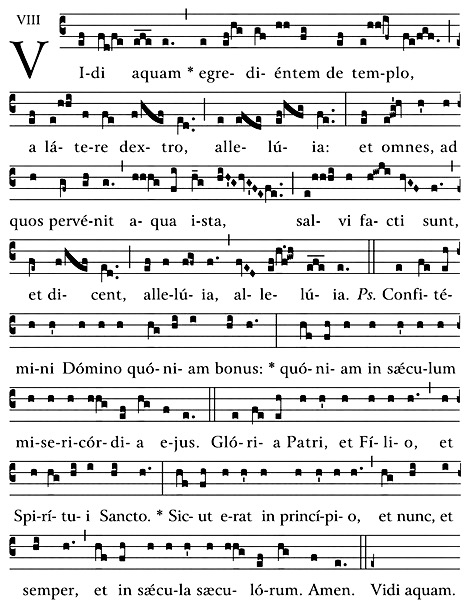

비디 아쾀(Vidi aquam)은 2002년 규정에 따라 일요일 트리엔트 미사 전에 또는 바오로 6세 미사 전이나 시작 부분(참회 예식 대신)에 부를 수 있는 후렴의 이름이다. 이는 미사 시작 시 주례자가 회중에게 성수 (기독교)를 뿌리는 의식인 아스퍼지스와 함께 제공된다.
이 노래는 부활절 주일부터 부활절 전례 기간 내내, 오순절 축일까지 불린다. 이는 부활절 계절(Eastertide) 외부에서 사용되는 더 간단한 후렴 "Asperges me"를 대체한다.